# Iván Szelényi
Dans le nom hongrois Szelényi Iván, le nom de famille précède le prénom, mais cet article utilise l’ordre habituel en français Iván Szelényi, où le prénom précède le nom.
Iván Szelényi ([ˈivaːn], [ˈsɛleːɲi]), né le 17 avril 1938 à Budapest est un sociologue hongrois, lauréat du prix Széchenyi. Il est connu pour ses travaux sur les inégalités sociales en Europe centrale, que ce soit dans les contextes communiste ou post-communiste.

## Biographie

### 1938-1975: un sociologue sous le communisme
Iván Szelényi est le fils de Gusztáv Szelényi, entomologiste et de Julianna Csapó. Il fait ses études à la faculté de commerce extérieur de l'université de sciences économiques Karl-Marx dont il sort diplômé en 1960. Après avoir été employé de l'Office central d'études statistiques hongrois, il obtient une bourse Ford et part un an étudier à l'université de Californie à Berkeley. Lors de son retour, il devient chercheur invité à l'Institut de sociologie de l'Académie hongroise des sciences. En 1967, il est élevé au grade de secrétaire scientifique et en 1970 il prend la tête du département de sociologie régionale. En 1973, il devient candidat aux sciences de l'Académie. En 1974, Les Intellectuels sur la route du pouvoir de classe, livre qu'il coécrit avec György Konrád, est interdit par le régime communiste en raison de critiques sévères contre la société marxiste. Iván Szelényi est alors arrêté, expulsé de Hongrie et déchu de sa nationalité.

### 1975-1988: émigration aux États-Unis
En 1975, Iván Szelényi devient professeur invité à l'université du Kent. Un an plus tard, il est invité à l'université Flinders d'Australie du Sud où il prend la tête d'une chaire de sociologie jusqu'en 1980. En 1981, il rejoint l'université du Wisconsin à Madison où il devient professeur de sociologie pendant cinq ans. 
Il devient ensuite directeur du Centre de recherche sociale et membre du bureau exécutif du programme de sociologie de l'école doctorale de l'université de la Ville de New York.

### Depuis 1988: de New York à Yale et Abu Dhabi
Entre 1988 et 1999, il travaille comme professeur de sociologie dans la même université de New York et est nommé en 1999 professeur William Graham Sumner de sociologie et professeur de science politique à l'université Yale, dont il dirige le département à deux reprises. En 2010, il devient doyen en sciences sociales à l'université New-York d'Abu Dhabi, où il enseigne toujours actuellement.
Sa nationalité hongroise lui est restituée lors du changement de régime. Il obtient en Hongrie le titre de docteur scientifique et devient membre correspondant de l'Académie hongroise des sciences. En 1995, il en devient membre à part entière et reçoit en 2006 le prix Széchenyi pour l'ensemble de son travail scientifique et est distingué en 2008 comme citoyen d'honneur de la ville de Budapest. 

## Production scientifique
Iván Szelényi est un représentant éminent de la sociologie urbaine hongroise. Durant sa carrière en Hongrie, il produit de nombreuses publications concernant essentiellement la Hongrie. Après la parution de son ouvrage Les Intellectuels sur la route du pouvoir de classe (traduit en allemand, français, espagnol et japonais) et son départ contraint, son profil de chercheur évolue. Il se maintient dans le champ de la sociologie urbaine mais s'intéresse plus spécifiquement aux caractéristiques des régimes capitalistes et socialistes. Son travail le plus important reste Inégalités urbaines pendant le socialisme d'État, publié en 1983. Il est également l'auteur d'Entrepreneurs socialistes. L'embourgeoisement dans la Hongrie rurale (1988), Conflits sociaux pendant les transitions post-communistes (1992) et Faire le capitalisme sans les capitalistes (1998).